# Sebastian Haffner
Sebastian Haffner (27. prosince 1907, Berlín – 2. ledna 1999, tamtéž) byl německý právník, novinář a spisovatel, který se proslavil knihami o německé historii a o své vlastní zkušenosti s nacistickým režimem. Před ním v roce 1938 emigroval do Velké Británie, kde působil jako novinář, podobně jako po návratu do Německa roku 1954. Nejznámější z jeho knih je "Německá revoluce 1918-1919" a posmrtně vydaný "Příběh jednoho Němce".

## Život a působení
Narodil se jako Raimund Pretzel do rodiny uznávaného pedagoga, ředitele škol a úředníka na pruském ministerstvu školství, jeho starší bratr byl germanista Ulrich Pretzel (1898-1981).
Po základní škole navštěvoval klasické gymnázium ve čtvrti Konigstadt, kde měl mnoho nadaných židovských spolužáků, a když byl jeho otec přeložen do čtvrti Lichterfelde, přišel do třídy, kde bylo hodně dětí důstojníků, kteří odmítali jak nacismus, tak také republiku. Později vzpomínal, jak tyto dvě školy formovaly jeho život mezi politickou levicí a pravicí. Po maturitě vystudoval práva na pozdější Humboldtově univerzitě a připravoval se na soudní kariéru. Přitom už mohl pozorovat, jak mladí nacisté politicky terorizují ctihodné soudce, kteří se neodvážili bránit, aby nepřišli o penzi.
Proto se Haffner stále víc věnoval publicistice a psaní nepolitických textů, fejetonů do novin a módních časopisů. Nicméně jako soudní čekatel musel absolvovat dvouměsíční školení v táboře v Jüterbogu, asi 60 km od Berlína, kde se účastníci museli věnovat bojovým sportům, práci na stavbě a životu v kolektivu „kamarádů“. Naopak právnické studium bylo zakázáno a pokud si studenti přivezli odborné knihy, museli je odevzdat. Podobným školením prošly desetitisíce mladých juristů, kteří nebyli nacisté, a přesto poslušně ohýbali hřbety.
Klíčovou zkušenost popisuje Haffner ve svých vzpomínkách. Oddíl studentů z tábora v Jüterbogu pochoduje se zpěvem ulicemi města a lidé se před ním - a tedy i před Haffnerem - schovávají do domů. Tak si uvědomil, že každý, kdo v Hitlerově Německu žije, chtě nechtě pracuje pro jeho režim, a rozhodl se emigrovat. Roku 1934 ještě mohl strávit pár měsíců v Paříži, kde se také seznámil se svou budoucí ženou, a v roce 1938 se stal korespondentem německých novin v Británii. Získat politický azyl bylo ovšem velmi obtížné, i když Haffnerova žena byla v Německu pronásledována jako Židovka.
Už ve 30. letech začal Haffner psát své vzpomínky, ale jako první vydal spíš informační knihu „Německo – Jekyll a Hyde“ (podle slavné povídky R. L. Stevensona) a aby neohrozil příbuzné v Německu, zvolil pseudonym Sebastian podle J. S. Bacha a Haffner podle Mozartovy symfonie. Kniha představovala britskému čtenáři německou společnost, kterou podle Haffnera tvořilo 20 % nacistů, 40 % loajálních a 35 % neloajálních občanů a konečně 5 % opozice. Kniha měla velký úspěch a Winston Churchill ji uložil jako povinnou četbu svým ministrům.
Za války redigoval Die Zeitung, britský časopis pro Němce, později se stal redaktorem Observeru, jehož německým korespondentem se od roku 1954 stal. Vydal několik historických knih o německých dějinách 19. a 20. století, psal pravidelné fejetony a měl svoji pravidelnou relaci v berlínské televizi. Obdržel několik literárních cen a počátkem 90. let se stáhl do soukromí.

## Dílo
- Germany. Jekyll & Hyde. Německo viděné zevnitř. Londýn 1940.
- Die sieben Todsünden des Deutschen Reiches im Ersten Weltkrieg. (Sedm smrtelných hříchů Německé říše v první světové válce) Hamburg 1964.
- Winston Churchill (Rowohlt Monographie). Reinbek bei Hamburg 1967. (6. vyd. 2010)
- Der Teufelspakt: 50 Jahre deutsch-russische Beziehungen. (Smlouva s čertem. 50 let německo-ruských vztahů) Rowohlt, Reinbek bei Hamburg 1968.
- Die verratene Revolution – Deutschland 1918/19. (Zrazená revoluce – Německo 1918-1919) Hamburg 1969.
- Anmerkungen zu Hitler. (Poznámky k Hitlerovi) Frankfurt am Main 1978.
- Der Vertrag von Versailles. (Vyd. Versailleská smlouva) München 1978.
- Preußen ohne Legende. (Prusko bez legendy) Hamburg 1979.
- Überlegungen eines Wechselwählers. (Úvahy střídavého voliče) München 1980.
- Sebastian Haffner zur Zeitgeschichte. (Sebastian Haffner k soudobým dějinám) München 1982.
- Von Bismarck zu Hitler: Ein Rückblick. (Od Bismarcka k Hitlerovi. Pohled zpět) München 1987.
- Zwischen den Kriegen. Essays zur Zeitgeschichte. (Mezi válkami. Eseje k soudobým dějinám) Berlin 1997.

### Posmrtně vyšlo
- Geschichte eines Deutschen: Die Erinnerungen 1914–1933. (Příběh jednoho Němce: vzpomínky 1914-1933) Stuttgart/ München 2000 (napsáno 1939)
- Der Neue Krieg. (Nová válka) Alexander Verlag, Berlin 2000.
- Die Deutsche Frage. 1950–1961. Von der Wiederbewaffnung bis zum Mauerbau. (Německá otázka 1950-1961. Od znovuvyzbrojení po Berlínskou zeď) Frankfurt am Main 2002.
- Das Leben der Fußgänger. Feuilletons 1933–1938. (Život chodců. Fejetony 1933-1938) Hanser, München 2004, ISBN 3-446-20490-3.

### Česky vyšlo
- Hitlerův vzestup a pád. Praha: Naše vojsko 2009
- Churchill. Olomouc: Votobia 1996
- Německá revoluce 1918-1919. Brno: Books: Bonus A 1998
- Od Bismarcka k Hitlerovi: pohled zpět. Olomouc: Votobia 1995
- Příběh jednoho Němce: vzpomínky na léta 1914-1933. Praha: Prostor 2002